# X
X, x [ʔɪks] ist der 21. Buchstabe des klassischen und der 24. Buchstabe des modernen lateinischen Alphabets. Er bezeichnet die Verbindung der beiden Konsonanten [k] und [s], also [ks]. Die Römer übernahmen das Alphabet von den Griechen in seiner westgriechischen Form. Dort hatte der Buchstabe X den Lautwert [ks], im Gegensatz zum Ostgriechischen, wo er [kʰ] lautete.
Der Buchstabe X hat in deutschen Texten eine durchschnittliche Häufigkeit von 0,03 %. Er ist damit der 26. häufigste und zweitseltenste Buchstabe in deutschen Texten (inklusive ß).
X ist außerdem die römische Ziffer mit dem Dezimalwert 10.

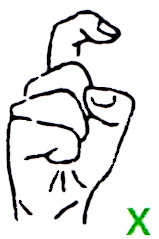
Buchstabe X im Fingeralphabet

Das Fingeralphabet für Gehörlose bzw. Schwerhörige stellt den Buchstaben X dar, indem die geschlossene Hand nach links weist und der Zeigefinger angewinkelt nach oben zeigt.

## Aussprache
Der Buchstabe X darf nicht verwechselt werden mit dem Zeichen [x] des Internationalen Phonetischen Alphabets (IPA), das den sogenannten ach-Laut (wie in dem deutschen Wort 'ach') bezeichnet. Der Buchstabe X steht im Deutschen immer für die Konsonantenverbindung [ks], so üblicherweise auch im Niederländischen, Dänischen, Norwegischen und Italienischen.
Die gleiche Aussprache hat es im Polnischen, Tschechischen und Slowenischen. In diesen Sprachen wird es allerdings nur in wenigen Fremdwörtern verwendet.
In anderen Sprachen repräsentiert das Zeichen auch andere Laute:
- Im Spanischen wurde bis Mitte des 19. Jahrhunderts der Laut [x] (Aussprache wie „ch“ in „ach“) orthographisch sowohl mit dem Buchstaben „X“, als auch mit dem Buchstaben „j“ dargestellt. Zur Vereinheitlichung wurde der Buchstabe „j“ für den Laut [x], gleich welcher Herkunft,  eingeführt. Bekanntestes Beispiel ist Don Quijote, der in der älteren Form Don Quixote lautete.[1] In den Ländernamen México und Texas hat sich vor allem im amerikanischen Spanisch die ältere Schreibweise mit „x“ erhalten, während in Spanien Méjico[2] und Tejas[3] verbreitet sind. Der Buchstabe „x“ steht im modernen Spanisch im Inlaut (Wortinnern) für die Lautung [ɣs] vor Vokalen und [s] vor Konsonanten, im Anlaut (Wortanfang) für [s].[4] Beispiele:

- examen [ɛɣˈsamen] „Examen, Prüfung“.
- experto [esˈpɛrto] „sachkundig“, Extremadura [st] (Eigenname).
- xenofobia [senoˈfoβia] „Fremdenhass“.

- Im Portugiesischen und Katalanischen wird das „x“ meist als /ʃ/ ausgesprochen (wie deutsch „sch“), in manchen Fällen auch als /z/, /ks/ oder im Portugiesischen auch /s/.
- Im Maltesischen, Baskischen und Nahuatl steht „x“ für /ʃ/.
- Im Kurdischen, Tatarischen, Aserbaidschanischen und Usbekischen steht „x“ für /x/. In den letztgenannten drei Sprachen entspricht das einer Beibehaltung der vormaligen kyrillischen Darstellung des Lautes.
- Im Französischen ist „x“ am Wortende stumm (Ausnahmen sind six und dix [s], wenn sie allein stehen), ansonsten steht es für /(g)z/.
- Im Albanischen steht „x“ für /dz/, der Digraph „xh“ steht für /dʒ/.
- Im Venetischen steht „x“ für /z/, z. B. im Verb xe, in Nachnamen (Xausa, Xamin) und in Ortsnamen (Xomo, Xon).
- Im Pinyin repräsentiert das Zeichen „x“ den Laut [ɕ].
- Im Pirahã repräsentiert „x“ den Glottisschlag.
- In einigen Bantusprachen (etwa im isiXhosa) repräsentiert „x“ Schnalzlaute.
- Im Somali steht „x“ für den Laut /ħ/, im Afar für /ɗ/, im Oromo für /tʼ/.

In Kurzwörtern, die aus dem Englischen abgeleitet sind, steht „X“ für das Präfix „ex-“ (Aussprache /ɪks/ oder /ɛks/, zum Beispiel in „Xtreme“ oder „Xtra“), zuweilen auch für „Christ-“ (z. B. „X-mas“ für „Christmas“, da das griechische Χ (Chi) der erste Buchstabe des griechischen „Christus“ ist; vgl. Christusmonogramm), oder, da seine Form an ein Kreuz erinnert, für „cross-“ (zum Beispiel „X-ing“ für „crossing“).

## Umschreibungen
- In nordeuropäischen und lateinisch geschriebenen slawischen Sprachen wird historisches x heutzutage zumeist in ks aufgelöst, z. B. Dänisch „Sakskøbing“, Schwedisch „eksempel“, Polnisch „eksport“.
- Die Darstellung des Diphons [ks] durch den Trigraph chs in vielen deutschen Wörtern, „Sachsen“ im Gegensatz zu Englisch „Wessex“, „Achse“ (von Latein „axis“) im Gegensatz zu „Axt“ lässt sich mit der oberdeutschen Aussprache erklären, im Alemannischen wird die „Achse“ tatsächlich [ʔaχsə] ausgesprochen.

## Herkunft
| Phönizisches Samech | Griechisches Xi | Griechisches Chi | Etruskisches X | Lateinisches X |
| Phönizisches Samech | Griechisches Xi | Griechisches Chi | Etruskisches X | Lateinisches X |

Der lateinische Buchstabe X ist wahrscheinlich gleich den im Etruskischen nicht benötigten Zeichen B D O über das in Süditalien (Magna Graecia) heimische Westgriechisch eingewandert. Vorbild für das Zeichen des Buchstabens ist das westgriechische Ksi, welches – im Unterschied zum bis heute bekannten ostgriechischen Ξ – X-förmig aussah. Dass dieses X-Zeichen im Ostgriechischen und zu klassischer Zeit im Hochattischen den Lautwert /kh/ oder /x/ hatte, hat mit dem interdialektischen Lautwechsel von /s/ zu /h/ (vgl. septem – ἑπτά hepta), also ksi – khi – chi zu tun.
Unsere Zeichentradition setzt im Westgriechischen ungefähr 800 v. Chr. an. Anders dagegen die Lauttradition: Im phönizischen Alphabet taucht mit dem Samech oder auch Samek das erste Mal das Ka in der Nähe des Es im Namen des Buchstabens auf, der aber noch den Lautwert [s] hatte.
Über die Herkunft des Zeichens gibt es mehrere Meinungen: Er könnte einen Stützpfeiler symbolisieren oder aber das Gerippe eines Fisches. Deutlich ist, dass das Zeichen Ξ für die ostgriechische Konsonantenverbindung Ksi sich davon ableitet. Es steht an derselben Stelle im Alphabet und trägt denselben Zahlenwert, nämlich 60.
Im uns bekannten hochklassischen attischen Alphabet hat das Samech insofern wahrscheinlich zwei Nachkommen: einmal als Chi, das zu Beginn für den Lautwert [ks] stand und dann zum [x] hin entwickelt wurde. Bei der Schreibung des Chi wurden die waagrechten Balken mit der Zeit weniger stark betont und der Buchstabe bekam seine X-Form. Im Ostgriechischen änderte sich bei einigen Wörtern der Lautwert des Chi bis zur klassischen Antike allerdings zu einem behauchten K [kʰ] – im Neugriechischen wurde daraus der Laut [x]. Der zweite Nachkomme ist dann das Xi, das vorher mit dem nun für das Chi verwendeten X-förmigen Zeichen geschrieben wurde, so dass ein neues Zeichen notwendig wurde. Dazu griff man auf das Samech zurück und führte es  als Buchstabe Ξ von neuem ein. Beim Xi wurde mit der Zeit der senkrechte Strich des Samech weggelassen.
Anders als im Osten wurde der X-artige Buchstabe im Westen weiterhin für den Lautwert [ks] verwendet, wenn auch unter dem neuen Namen Xi. Dass wir „iks“ sagen und nicht „ksi“, hat mit Marcus Terentius Varro zu tun. Bis zu seiner Zeit buchstabierte man a, be, ke, de, e, fe, ge, ha, i, ka, le, me, ne, o, pe, qu, re, se, te, v (u), xe. Varro teilte die Laute in mutae (stumme Laute) und semivocales (Halbvokale) und bestimmte in seinem Werk De lingua latina, dass die Halbvokale (l, m, n, f, s, r) mit anlautendem e gesprochen werden sollten, der Rest aber den alten Namen behalten solle. Das lateinische X mit dem Lautwert [ks] wurde wohl wegen des enthaltenen s zu den Semivokalen gerechnet und erhielt demzufolge ein e vorangestellt („eks“). Unter dem späteren Einfluss des i aus dem griechischen Xi („ksi“) wurde der Anlaut dann zu einem i („iks“).

## Bedeutungen

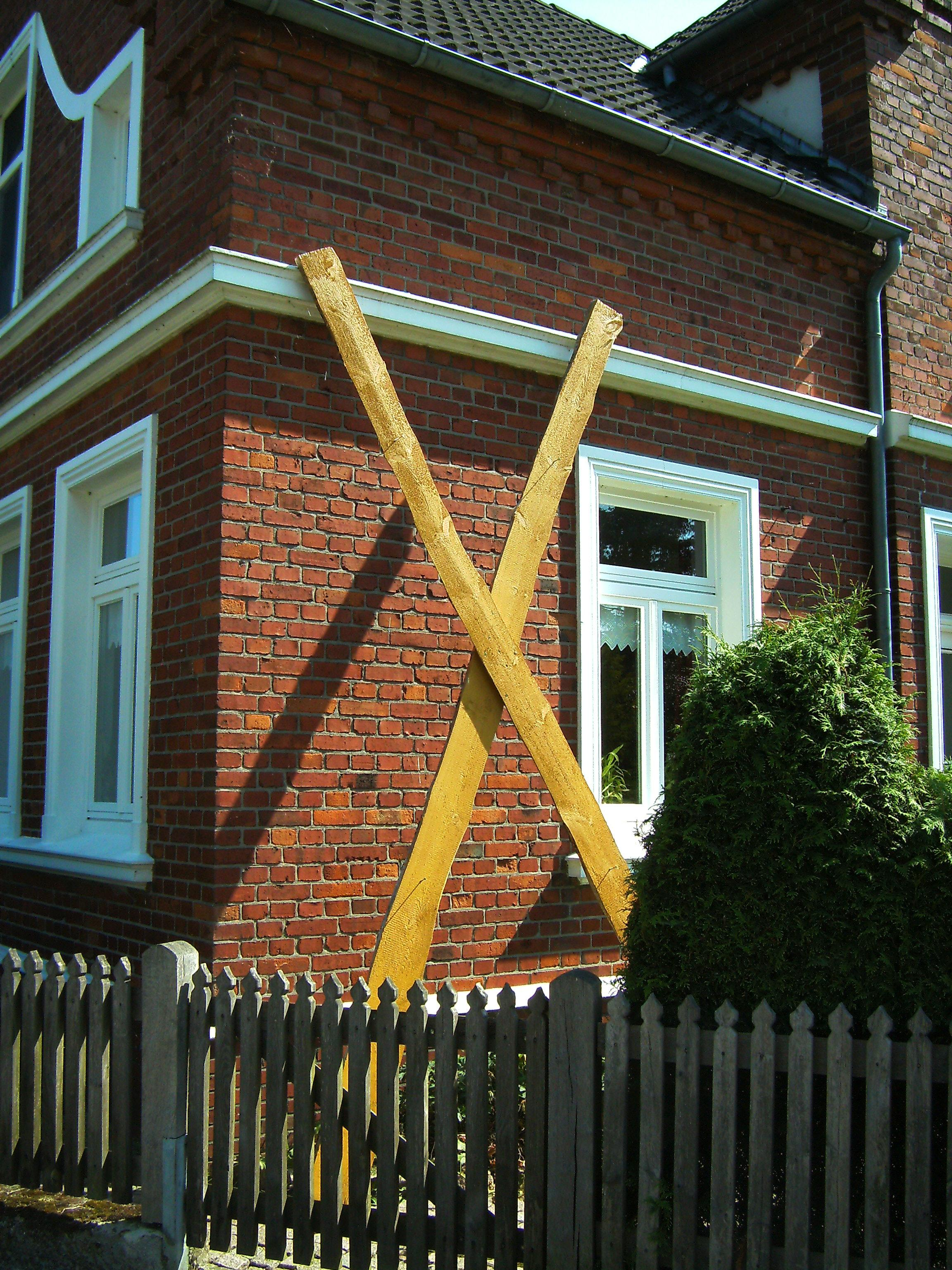
Ein gelbes X an einer Hauswand im Wendland als Wahrzeichen der regionalen Anti-Atomkraft-Bewegung

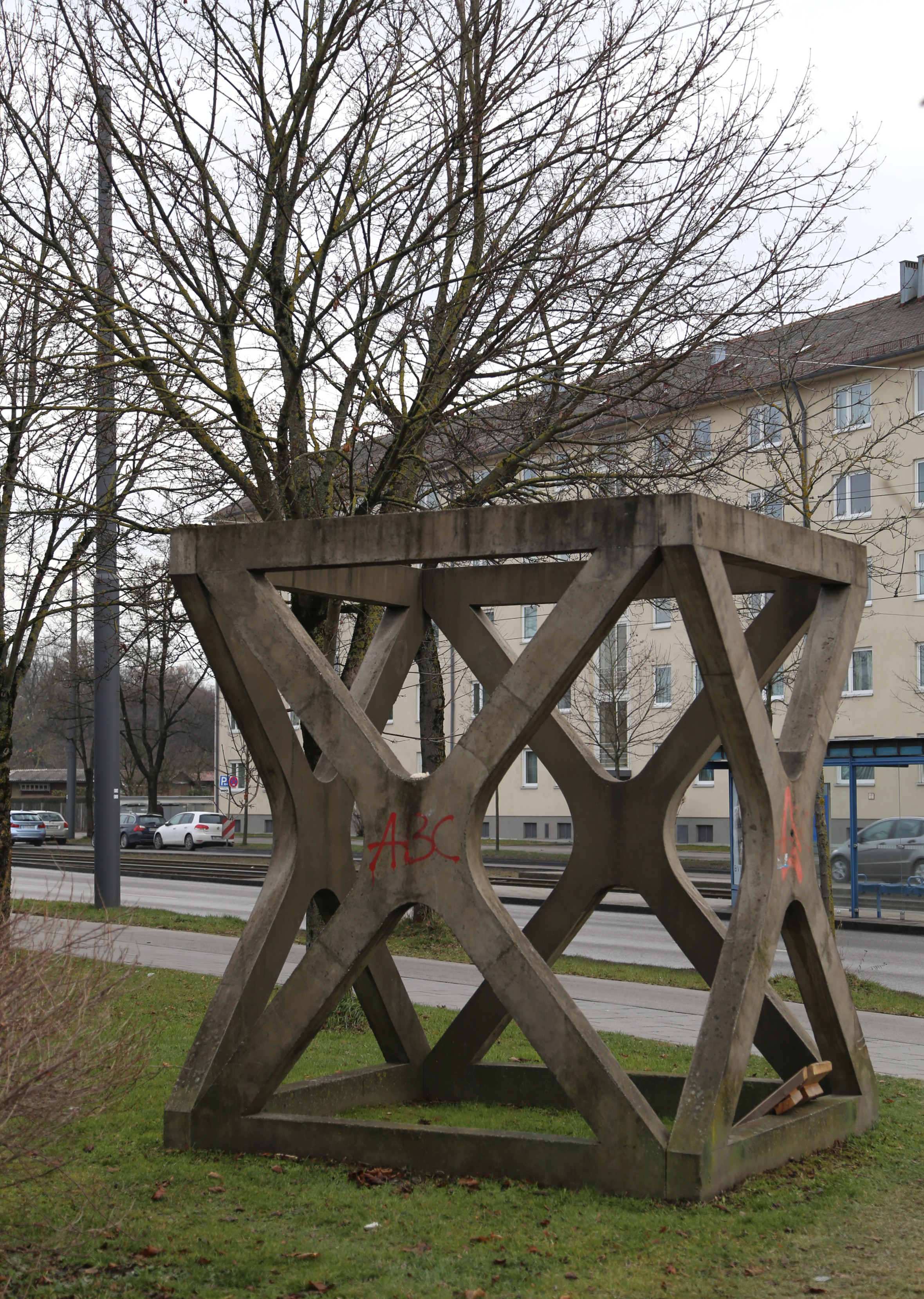
Skulptur X von Isa Genzken an der Arnulfstraße in München

### Symbole und Formelzeichen
Als Laut:
- Stimmloser velarer Frikativ, („ach-Laut“), in der IPA-Lautschrift
- Stimmloser alveolopalataler Frikativ (Laut [ɕ], wie „ch“ und „ß“ gleichzeitig), in der chinesischen Umschrift Pinyin

Mathematik, Logik:
- in der Regel in Gleichungen für die unbekannte Größe als Variable, desgleichen in Aussagen der Logik – dies lässt sich aus dem arabischen شيء / šaiʾ ‚Sache‘ ableiten, das al-Chwarizmi und Omar Chajjam für eine unbekannte Größe verwendet haben und das in altspanischer Umschrift mit x wiedergegeben wurde.[6]
- in der Regel in Funktionen für die unabhängige Variable (zusammen mit y, z)
- in der Digitaltechnik für einen nicht zu berücksichtigen Don’t-Care-Wert

Obwohl es dafür ein eigenes Zeichen × gibt, wird das Zeichen x gelegentlich auch als Malzeichen (Symbol für die Multiplikation) verwendet, insbesondere handschriftlich oder wo der Malpunkt (a·b) nicht zur Verfügung steht. Beispiel: 4 x 100-m-Staffel für 4 × 100-m-Staffel. In naturwissenschaftlichem Kontext sollte diese Verwendung vermieden werden, um Verwechslungen mit der Variablen x zu vermeiden, dazu gibt es ein zweites Malzeichen, den mittig gestellten Punkt ‚⋅‘. Da das Multiplikationszeichen im Italienischen als per ausgesprochen wird, wird das Zeichen x in der informellen geschriebenen Sprache auch verwendet, um per zu ersetzen. Beispiele: xché statt perché, xò statt però.
Formelzeichen und andere Kürzel:
- Stoffmengenanteil (x), in der Chemie
- Teilchenzahlanteil (X), in der Chemie
- X bezeichnet in Schaltplänen der Elektronik das Bauelement Schwingquarz, also Kristall, von engl. crystal = Xtal
- in der biologischen Nomenklatur macht das x (mit der Bedeutung ‚gekreuzt mit‘, auch hier meist unter Verwendung des Malzeichens) eine Kreuzung bzw. Hybridform kenntlich
- Englische Vollblüter erhalten hinter dem Namen des Pferdes ein xx, Anglo-Araber ein x und Arabische Vollblüter ein ox.
- in der Schachnotation steht das x für einen Schlagzug

Das „X“ wird auch zum Markieren von gewünschten Feldern verwendet (bei Stimmzetteln wird mit einem X das vorgegebene Kästchen angekreuzt, beim Lotto oder ähnlichen Glücksspielen die auszuwählende Zahl).
Häufig wird das x auch statt der Sperrmarke ✕ verwendet, wie sie nach DIN 55301 (Gestaltung statistischer Tabellen) als wertersetzendes Zeichen (im Gegensatz zu wertergänzenden Zeichen, auch Qualitätsanzeigern) für „Tabellenfach gesperrt, weil Aussage nicht sinnvoll“ zu verwenden war. So wird das Zeichen auch in Tabellen der amtlichen Statistik verwendet.
Abgeleitet aus dem englischen „cross“ wird es auch im Sinne von trans- verwendet, so „TX“ für Transplantation, Transaktion, aber auch Sender (engl. transmitter). Ebenso gibt es den Begriff Xtalk, unter anderem verwendet als Übersprechen (Crosstalk) in der Telefonie und Tontechnik.

### Weitere Bedeutungen
Als Kreuzsymbol heißt das X-Zeichen Andreaskreuz, nach dem so gemarteten Hl. Apostel Andreas, auch Schragenkreuz, nach der Form der Füße für die einfache Halterung Schrage (Bock). Entsprechend sagt man bei Wappen und Flaggen für diese Anordnung schragenweise. Das X findet sich auch sonst beschreibend für dieses Erscheinungsbild, etwa bei den X-Beinen.
Häufig werden mit „X“ auch besonders geheimnisvolle oder unerforschte Dinge bezeichnet („X-Strahlen“ (Röntgenstrahlung), X-Faktor, Terra X, Generation X, X-Men). Wahrscheinlich ist das eine Popularisierung der traditionellen mathematischen Verwendung als Zeichen für Unbekanntes. Gebräuchlich ist auch die Abkürzung für „Experimental-“ wie in X-Planes für das US-amerikanische Experimentalflugzeugprogramm, wie überhaupt die Vorsilbe „ex-“ oder das damit beginnende Wort gelegentlich durch ein einzelnes „X“ repräsentiert wird.
In Kunst und Mode weist die Verwendung von X auf die Zusammenarbeit zweier oder mehr Personen aus Kunst, Musik und Kultur hin, z. B. Takashi Kawashima x Aaron Koblin. Diese ursprünglich aus Japan stammende Verwendung erstreckt sich inzwischen auch auf andere Arten der Kooperationen außerhalb der Kunstwelt. Diese Verwendung ähnelt der Kennzeichnung botanischer Hybriden durch ×, wo informell auch das kleine „x“ genutzt wird.
In der Oberbekleidung werden durch ein bis drei vorangestellte „X“ (für Extra) Sondergrößen bezeichnet.
XXX wird als Abkürzung für „kiss kiss kiss“ im Englischen oder zur Kennzeichnung von sexuellen und pornografischen Inhalten (X-Rating) genutzt. „X“ (Kuss) oder „Xx“ (Küsse) sowie ähnliche Buchstabenfolgen werden entsprechend auch als informeller Gruß unter nahestehenden Personen beispielsweise in Kurznachrichten verwendet.
X oder XTC steht für die Droge Ecstasy.
Eine weitere Bedeutung hat das X in der Straight-Edge-Szene.
Bei Studentenverbindungen dient es als Abkürzung, siehe Charge.